# Lee Seung-yeon
Lee Seung-yeon (n. 18 de agosto de 1968) es una actriz surcoreana. La carrera de Lee como actriz fue especialmente notable en la película 3-Iron.

## Carrera
Lee obtuvo el tercer lugar en el concurso de belleza Miss Corea de 1992.

### Controversias
El 12 de febrero de 2004, Lee y las compañías Lototo Inc. y Netian Entertainment mantuvieron una conferencia de prensa para anunciar su plan de vender por Internet fotografías y videos eróticos de Lee posando como una esclava sexual; a partir de marzo. 
La primera parte del proyecto ya fue realizada en la isla Palau en el Pacífico, donde verdaderas esclavas sexuales fueron llevadas, con las siguientes fases planeadas en Nepal y Japón. Declararon que hicieron esto como una manera de devolver el problema a la mirada pública y anunciaron que parte de las ganancias irían a sobrevivientes del esclavismo sexual. Algunas fotos fueron publicadas, revelando una Lee semi-desnuda bañándose en el mar, durmiendo en el piso, y usando ropas algo reveladoras con la cara sucia.
Esto provocó gran clamor por parte de las sobrevivientes al esclavismo sexual y por parte del Consejo Coreano de las Mujeres utilizadas para la prostitución militar en Japón. Una conferencia de prensa anunció la cancelación del proyecto el 16 de febrero. Seguido de la cancelación, Lee personalmente se disculpó de rodillas y con lágrimas, en la “Casa de compartir”, una residencia para algunas de las sobrevivientes. 
Las mujeres rechazaron su disculpa hasta que el material fue destruido, algo que el productor se resistía a hacer. El productor incluso propuso una vista previa de las fotografías para obtener el apoyo del público para el proyecto. Tuvieron una hora y media de video y aproximadamente 1,500-2,000 fotos tomadas de la película. Finalmente, el productor rapó su cabeza (un gesto tradicional para pedir disculpas) y quemó públicamente los materiales en frente de algunas de las mujeres sobrevivientes del esclavismo sexual.

## Carrera
Es miembro de la agencia Management Esang (매니지먼트 이상).

## Filmografía

### Series de televisión
| Año     | Título                                 | Personaje    | Canal | Notas        |
| ------- | -------------------------------------- | ------------ | ----- | ------------ |
| 2007    | Mun Hee                                | Choi Sang-mi |       | 49 episodios |
| 2014-15 | Seonam Girls High School Investigators | Oh Yoo-jin   | JTBC  |              |
| 2018    | Rich Family's Son                      | Nam Soo-hee  | MBC   |              |
| 2019    | Left-Handed Wife                       | Cho Ae-ra    | KBS2  |              |
| 2022    | A Secret House                         | Ham Sook-jin | MBC   |              |

### Películas
| Año  | Título | Personaje | Notas                                                               |
| ---- | ------ | --------- | ------------------------------------------------------------------- |
| 2012 | Boy    | Chun Ja   | junto a Yeon Joon-seok, Ahn Nae-sang, Ahn Jae-hong y Ryu Hyun-kyung |

### Programas de variedades
| Año  | Título              | Notas                                      |
| ---- | ------------------- | ------------------------------------------ |
| 2021 | King of Mask Singer | (ep. #301) - concursó como "Life from 60s" |

## Premios y nominaciones
| Año  | Categoría                          | Premios              | Trabajo           | Resultado |
| ---- | ---------------------------------- | -------------------- | ----------------- | --------- |
| 2018 | Best Supporting Cast in Soap Opera | 2018 MBC Drama Award | Rich Family's Son | Nominada  |